# Apiorhynchostoma curreyi
Apiorhynchostoma curreyi är en svampart som först beskrevs av Gottlob Ludwig Rabenhorst, och fick sitt nu gällande namn av E. Müll. 1962. Apiorhynchostoma curreyi ingår i släktet Apiorhynchostoma och familjen Clypeosphaeriaceae.  Arten är reproducerande i Sverige. Inga underarter finns listade i Catalogue of Life.